# 2018 BD
2018 BD — небольшой околоземный астероид группы аполлонов, обладает диаметром около 2-6 метров. Впервые наблюдался 18 января 2018 года астрономами обсерватории Маунт-Леммон в Аризоне, США, за несколько часов до прохождения астероида на расстоянии около 0,10 радиуса лунной орбиты от  Земли.

## Орбита и классификация
2018 BD является астероидом группы аполлонов. Он обращается вокруг Солнца на расстоянии 0,75–1,36 а.е. с периодом 13 месяцев (395 дней; большая полуось орбиты равна 1.05 а.е.). Эксцентриситет орбиты равен 0,29, наклон составляет 2° относительно плоскости эклиптики.
Объект обладает крайне малым значением минимального расстояния пересечения орбиты, равным 900 км или 0,002 радиуса орбиты Луны.

### Сближение 2018 года
| - Пролёт вблизи геосинхронной орбиты - Движение объекта по небу с интервалами в 15 минут с запада на восток |

## Сближения
| дата             | а. е.    | расстояний до Луны | небесное тело |
| ---------------- | -------- | ------------------ | ------------- |
| 18.01.2018 15:43 | 0,000262 | 0,10               | Земля         |
| 19.01.2018 2:39  | 0,001227 | 0,48               | Луна          |
| 03.08.2020 23:36 | 0,019332 | 7,53               | Земля         |
| 20.01.2031 8:04  | 0,014980 | 5,84               | Земля         |

## Физические свойства
На основе формул перехода от звёздной величины к размерам астероида была получена оценка диаметра от 2 до 6 метров при абсолютной звёздной величине 30.154 и предполагаемом альбедо от 0.05 до 0.20, что представляет собой типичные значения для углеродных астероидов и астероидов класса E. По состоянию на 2018 год не было получено вращательной кривой блеска для данного астероида. Период вращения, расположение полюсов и форма астероида также остаются неизвестными.

## Номер и наименование
Данный объект не получил номера и собственного названия.